# Distrito de Děčín
El distrito de Děčín es uno de los siete distritos que forman la región de Ústí nad Labem, República Checa, con una población estimada a principio del año 2018 de 130 329 habitantes. 
Se encuentra ubicado al noroeste del país, al noroeste de Praga, cerca de la frontera con Alemania. Su capital es la ciudad de Děčín.

## Localidades (población año 2018)
- Arnoltice 410
- Benešov nad Ploučnicí 3757
- Bynovec 333
- Česká Kamenice 5293
- Chřibská 1342
- Děčín 49 226
- Dobkovice 667
- Dobrná 457
- Dolní Habartice 583
- Dolní Podluží 1181
- Dolní Poustevna 1719
- Doubice 109
- Františkov nad Ploučnicí 384
- Heřmanov 513
- Horní Habartice 402
- Horní Podluží 785
- Hřensko 279
- Huntířov 823
- Janov 368
- Janská 195
- Jetřichovice 411
- Jílové5171
- Jiřetín pod Jedlovou 662
- Jiříkov 3648
- Kámen 239
- Krásná Lípa 3458
- Kunratice 252
- Kytlice 490
- Labská Stráň 224
- Lipová 596
- Lobendava 291
- Ludvíkovice 931
- Malá Veleň 446
- Malšovice 850
- Markvartice 684
- Merboltice 198
- Mikulášovice 2179
- Rumburk 11 094
- Růžová 530
- Rybniště 661
- Šluknov 5 563
- Srbská Kamenice 266
- Staré Křečany 1267
- Starý Šachov 204
- Těchlovice 525
- Valkeřice 400
- Varnsdorf 15 429
- Velká Bukovina 495
- Velký Šenov 1947
- Verneřice 1142
- Veselé 345
- Vilémov 905